# Modern Művészeti Múzeum (New York)
A New York-i Modern Művészeti Múzeum (angolul Museum of Modern Art, rövidítése MoMA) egyike a világ legjelentősebb kortárs gyűjteménnyel rendelkező művészeti múzeumainak. A múzeum épületegyüttese Manhattan centrumában, az Ötödik sugárút és a Hatodik sugárút között, az 53. és 54. utcában található, ezen kívül másik New York-i épülete, a MoMA QNS Queensben áll.
A MoMA a modern művészeti alkotások gyűjtésével az egyik legbefolyásosabb múzeumnak tekinthető, mely a világ kortárs művészetére jelentős hatással van. A múzeum gyűjteménye teljes körű áttekintést nyújt a modern és kortárs építészet, képzőművészet, fotográfia, könyvillusztráció, filmművészet és elektronikus média világáról.
Könyvtára megközelítőleg 300 000 könyvet és kiállítási katalógust, több mint 1000 periodikát, valamint 40 000 fájlt tartalmaz további információkat szolgáltatva művészekről és művészeti csoportoktól. A múzeum archívuma a modern és kortárs művészetek elsődleges művészettörténeti forrása.
A MoMA 2022-ben 2 190 440 látogatót regisztrált, így az Egyesült Államok 4. leglátogatottabb múzeumának számított, de a látogatószám még így is jelentősen elmaradt a COVID előtti adatoktól.

## Története

### Alapítás
A Modern Művészeti Múzeum megalakítása Abby Aldrich Rockefeller (John D. Rockefeller, Jr. felesége), Lillie P. Bliss és Mary Quinn Sullivan nevéhez fűződik, akik felismerték, hogy a művészeti orientációjú múzeumok között az USA-ban hiányzik a modern és kortárs művészeti intézmény.
A kortárs európai művészetek iránt érdeklődő Abby Aldrich Rockefeller a múzeum megnyitásához Anson Conger Goodyear segítségét kérte, további támogatóként megnyerték a Harvard Egyetemhez tartozó Fogg Museum igazgatóját, Paul J. Sachs-ot, valamint Frank Crowninshield újságírót. A múzeum elnöke Goodyear lett, az első igazgatójává Goodyear az amerikai művészettörténészt, Alfred H. Barr, Jr.-t nevezte ki.

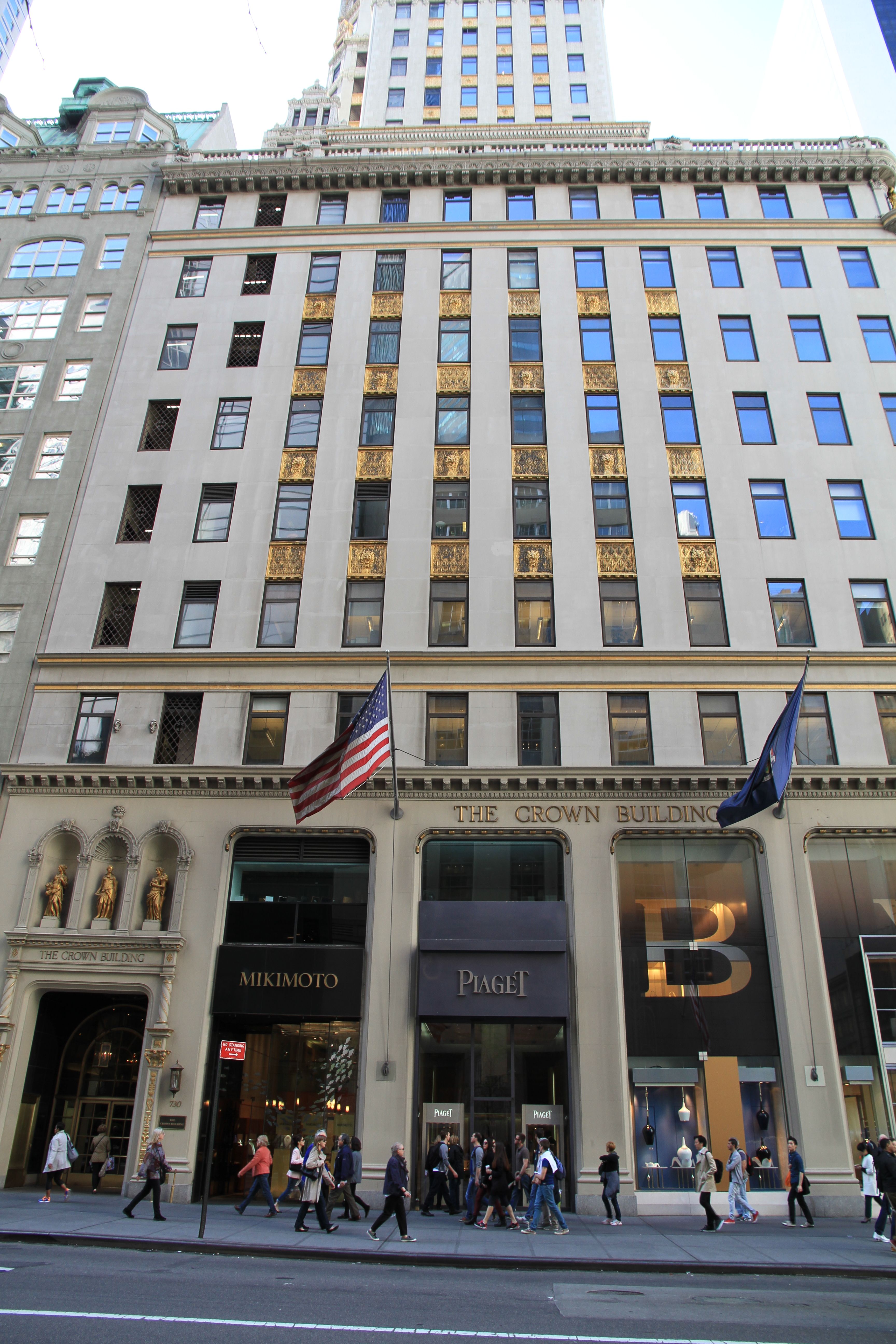
A Heckscher Building, az első kiállítás otthona

A múzeum első kiállításának megnyitóját 1929. november 7-én tartották, kilenc nappal a Wall Street összeomlása, a világgazdasági válság kezdete után a galéria számára bérelt hat teremben a Fifth Avenue és az 57. utca sarkán levő Heckscher Building tizenkettedik emeletén. Az újonnan alakult MoMA az első amerikai múzeum volt, mely kifejezetten az európai kortárs alkotásokat mutatta be. Alfred Barr irányítása mellett az első nyolc adományozott festményből és rajzból álló gyűjtemény gyorsan növekedett, már az első kiállításon Van Gogh, Gauguin, Cezanne és Seurat alkotásait állították ki.
Az elkövetkező tíz évben még három további ideiglenes helyszínen rendezték meg kiállításaikat.
Az 1930-as években neves művészek kiállításait kezdeményezték, 1935. november 4-én nyílt meg a Vincent van Gogh kiállítás, példátlan számú, 66 olajfestmény és 50 rajz érkezett Hollandiából, valamint megrendítő részletek a művész levelezéséből. A kiállítás sikere nagymértékben Barr szervezésének volt köszönhető.

### 1939-től
1939-ben Anson Conger Goodyeart az elnöki székben Abby Rockefeller fia, az alig 30 éves Nelson Rockefeller követte – később az Egyesült Államok alelnöke lett –, aki már korábban is kezdeményezte egy állandó kiállítási épület megszerzését. 1937-ben megszületett a döntés, a MoMA irodáit és kiállításait a Rockefeller család tulajdonában lévő területre helyezi át, a lebontásra kerülő épületek helyén a MoMA új épületet kap. Majd két neves építész, Philip L. Goodwin és Edward Durell Stone által tervezett épület lett mind a mai napig a múzeum állandó otthona, melyet 1939. május 10-én adták át, a megnyitó ünnepségen 6000 meghívott volt jelen, valamint Franklin D. Roosevelt, az Egyesült Államok elnöke rádióbeszédben üdvözölte a megnyitót.
A Rockefeller család a továbbiakban is szoros kapcsolatban állt a múzeummal, később Nelson testvére, David Rockefeller 1948-ban lett a felügyelő bizottság tagja, majd 1958-ban az elnöke, jelenleg Sharon Percy Rockefeller a felügyelő bizottság tagja.

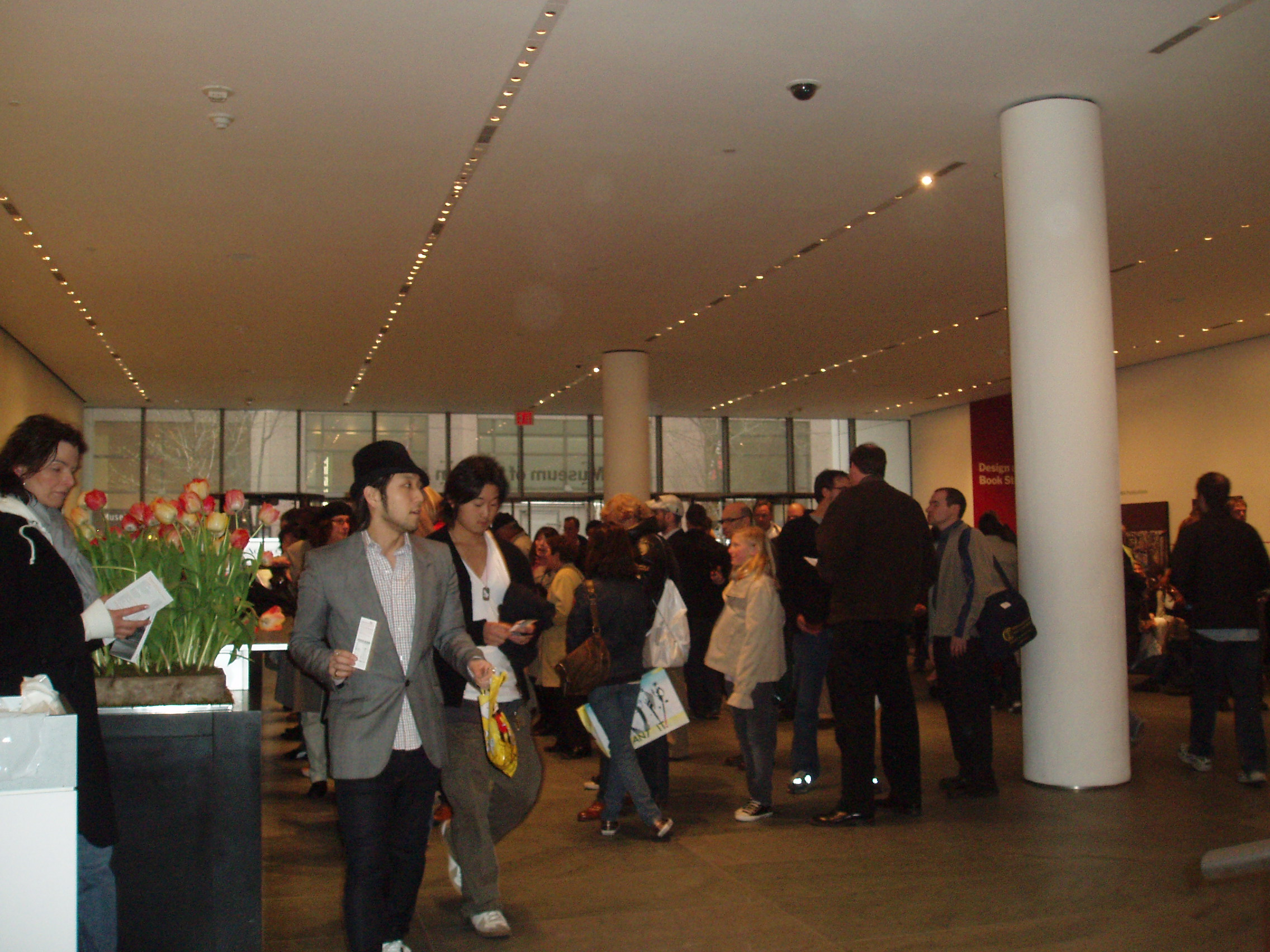
A MoMA előcsarnoka

A múzeum 1939-40-ben rendezett retrospektív Picasso kiállításával nemzetközi rangra emelkedett, a bemutatott művek széles skálája Picassót kora legjelentősebb művészeként tudta bemutatni. A kiállítás sikere Picassót nagyra értékelő Barr ambícióinak köszönhető, egyúttal felállította a későbbi nagy retrospektív kiállítások modelljét is.
A neves építész Philip Johnson állandó szoborkiállítás számára áttervezte a múzeumhoz tartozó kertet, melyet 1953-ban adtak át, a MoMA-hoz tartozó rész a múzeumot elindító Abby Rockefeller-ről az Abby Aldrich Rockefeller Sculpture Garden nevet kapta.

### 1958-as tűz
A múzeum történetének egyik drámai eseménye volt az 1958. április 15-én a második emeleten kezdődő tűz, ami miatt a látogatókat és a múzeum alkalmazottait a tetőre menekítették, a tűz elől menekülők a szomszédos ház tetejére jutottak át. Egy dolgozó meghalt a tűz során, több tűzoltó füstmérgezést kapott. A 3. és 4. emeleti képeket az 54. utcában lévő Whitney Múzeumba menekítették, később a gyűjtemény számos festménye restaurálásra szorult. A nem sokkal azelőtt megvásárolt Monet Vízililiomok című festménye a tűz során elpusztult, a jelenlegi, a múzeum tulajdonában levő Monet Vízililiomok c. festményt csak később szerezte be a múzeum.

### ’50-es, ’60-as évek

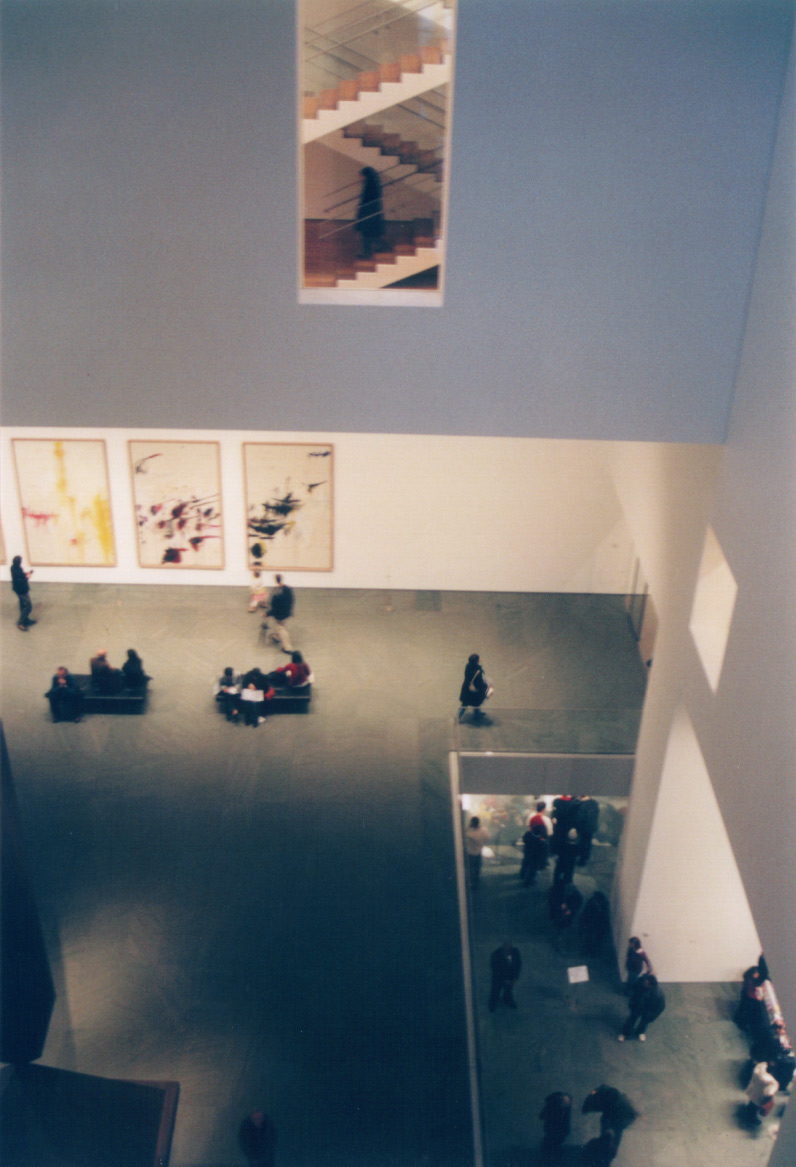
A múzeum belülről

A néha ellentmondások mentén is működő múzeum 1969-ben Ronald L. Haeberle fotós által készített ikonikus jelentőségű And babies című, a vietnámi háború ellenes plakátjának támogatását megvonta, majd ezt a döntését visszavonva 1970-ben már a MoMA kiállításán is szerepelt.
Egy másik híres esemény volt Picasso Lovat vezető fiú (1905-06) című festményének vitatott tulajdonjoga, a festményt eredetileg William S. Paley adományozta a múzeumnak 1964-ben, mely később, a 2000-es években a múzeum és a Solomon R. Guggenheim Múzeum közötti pereskedés tárgya lett.

### ’80-as évektől további bővítések

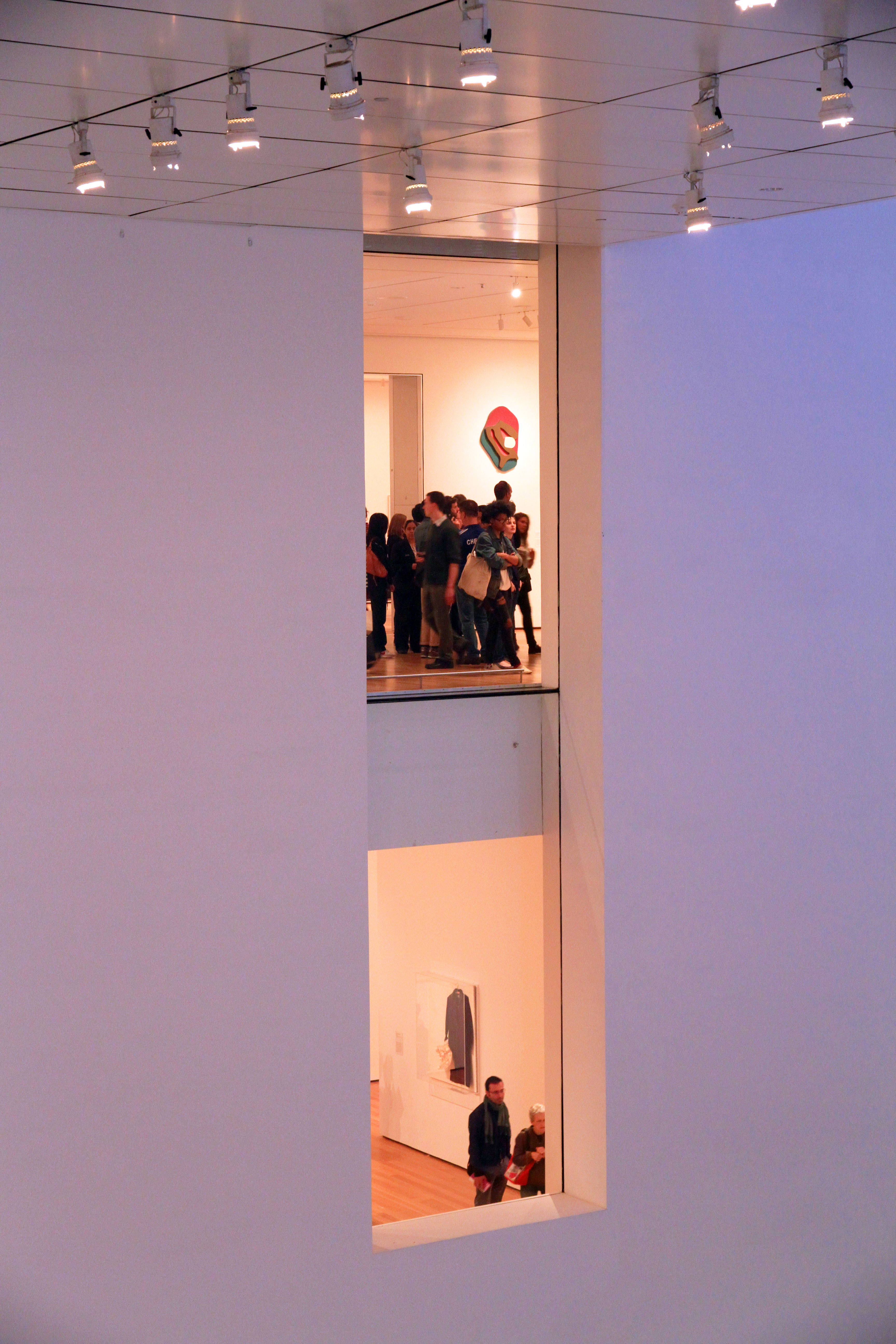
Átjáró a múzeumban

1983-ban a MoMA megduplázta kiállítási területét, valamint a kuratórium tagjainak számát harmadával megnövelte. A bővítés során a múzeum új szárnyat kapott a MoMA melletti épület, az 56 emeletes Museum Tower alsó szintjeiben, melyhez az átépítés során átjárót alakítottak ki, ezáltal a múzeum egy auditóriummal, két étteremmel, egy könyváruházzal is bővült.
1997-ben tíz építész pályázata közül a japán építész, Yoshio Taniguch terveit fogadták el a MoMA manhattani épületének átépítésére, mely a 2000-es évek elején kezdődött és 2002. május 21-én fejeződött be. Az átépítés alatt a múzeum gyűjteményének egy részét a Queens-ben levő épületükben (MoMA QNS) állították ki.
A projekt eredményeként a kiállítási tér 59 000 m² lett, ezen túlmenően a múzeumot körülvevő épületek, a Peggy and David Rockefeller Building, a The Lewis B. and Dorothy Cullman Education and Research Building épületei további, az eddiginél ötször nagyobb teret nyújtanak auditóriumok, oktatási célú előadások, a múzeum könyvtára és archívuma számára. Ezek az épületek veszik körül a felújítás során szintén kibővített Abby Aldrich Rockefeller Sculpture Garden-t.
A múzeum bővítésének költségeit a múzeum tulajdonában Manhattan központjában levő szinte utolsó beépítetlen terület eladásából finanszírozták.
2011-ben a múzeum 31,2 millió $-ért felvásárolta a szintén az 53. utcában lévő American Folk Art Museum épületét, majd két évvel később bizonytalanná vált az épület sorsa. 2014 elején bejelentették, a MoMA elfogadja az épület felújítására Diller Scofidio + Renfro terveit, a felújítás várhatóan 2018-2019-ben fejeződhet be.

## Gyűjtemény
Megítélések szerint a MoMA rendelkezik a világ egyik leggazdagabb európai és amerikai modern művészeti gyűjteményével, mely nagyságát 200 000 műalkotás, ezen kívül hozzávetőlegesen 22 000 film mutatja. A kiállítási anyaghoz kapcsolódó jelentős művészek és műalkotásaik csak részben sorolhatók fel.

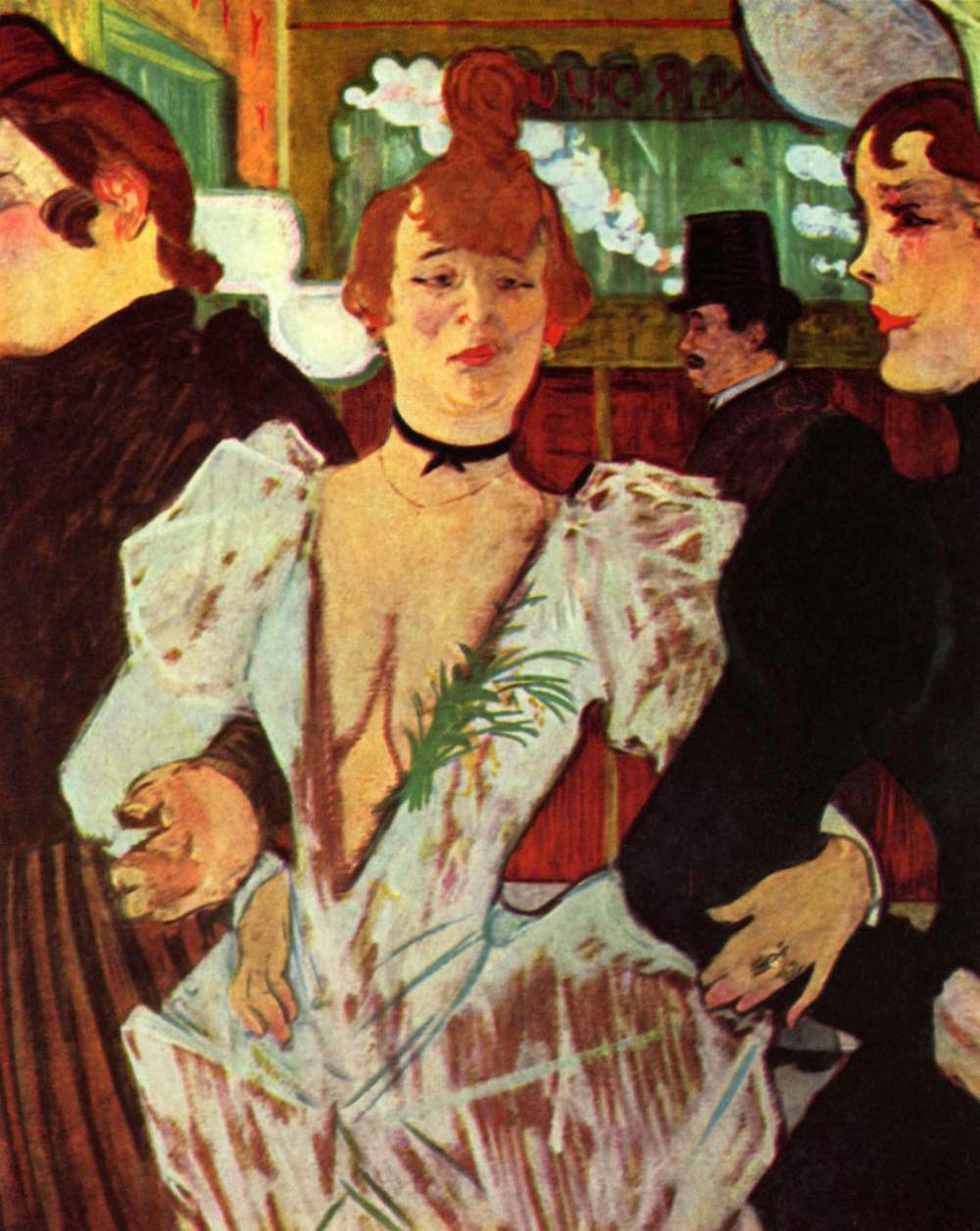
Henri de Toulouse-Lautrec La Goulue a Moulin Rouge-ban, 1892

### Képzőművészet
A gyűjtemény anyaga az impresszionizmustól az expresszionista festészeten át a kubizmus, a szürrealizmus, az absztrakt művészet, a pop-art és az akciófestészet irányzatait fedi le.
A kiállított műalkotások alkotói között csak a legjelentősebbeket felsorolva, Edgar Degas, Édouard Manet a francia impresszionisták közül, Paul Cezanne, Vincent van Gogh, Paul Gauguin, valamint Ernst Ludwig Kirchner és Oskar Kokoschka a német expresszionisták közül. Megtekinthetők Pablo Picasso, Henri Matisse, Marc Chagall, Salvador Dalí, René Magritte és Gustav Klimt képei, valamint az akciófestészet képviselőjeként Jackson Pollocks alkotásai.
A pop-art művészei közül a gyűjtemény része Roy Lichtensteins Girl with Ball c. alkotása, de a múzeum anyagához tartozik Andy Warhol a Gold Marilyn Monroe c. műve is.

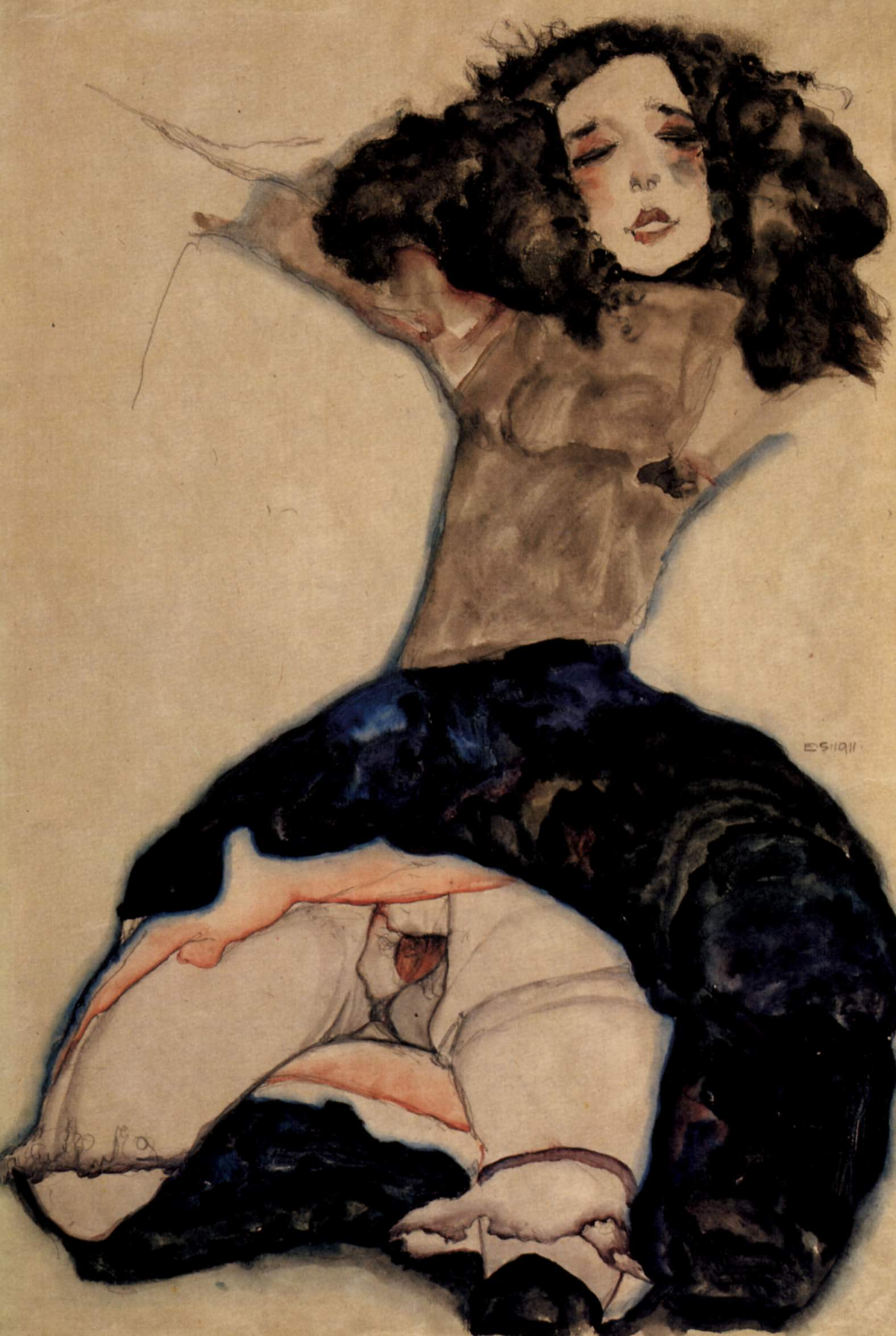
Fekete hajú lány Egon Schiele
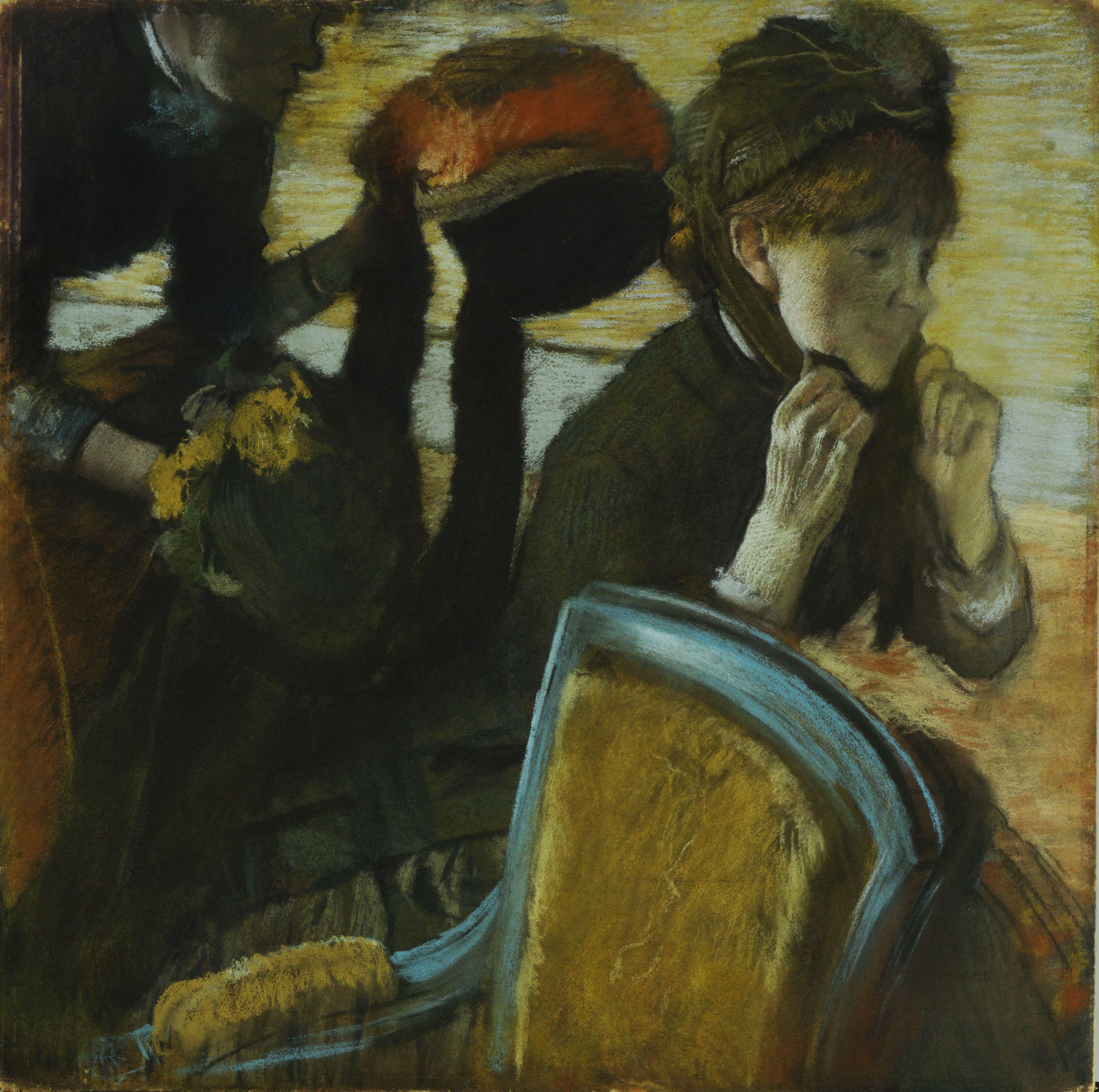
At the Milliner’s Edgar Degas
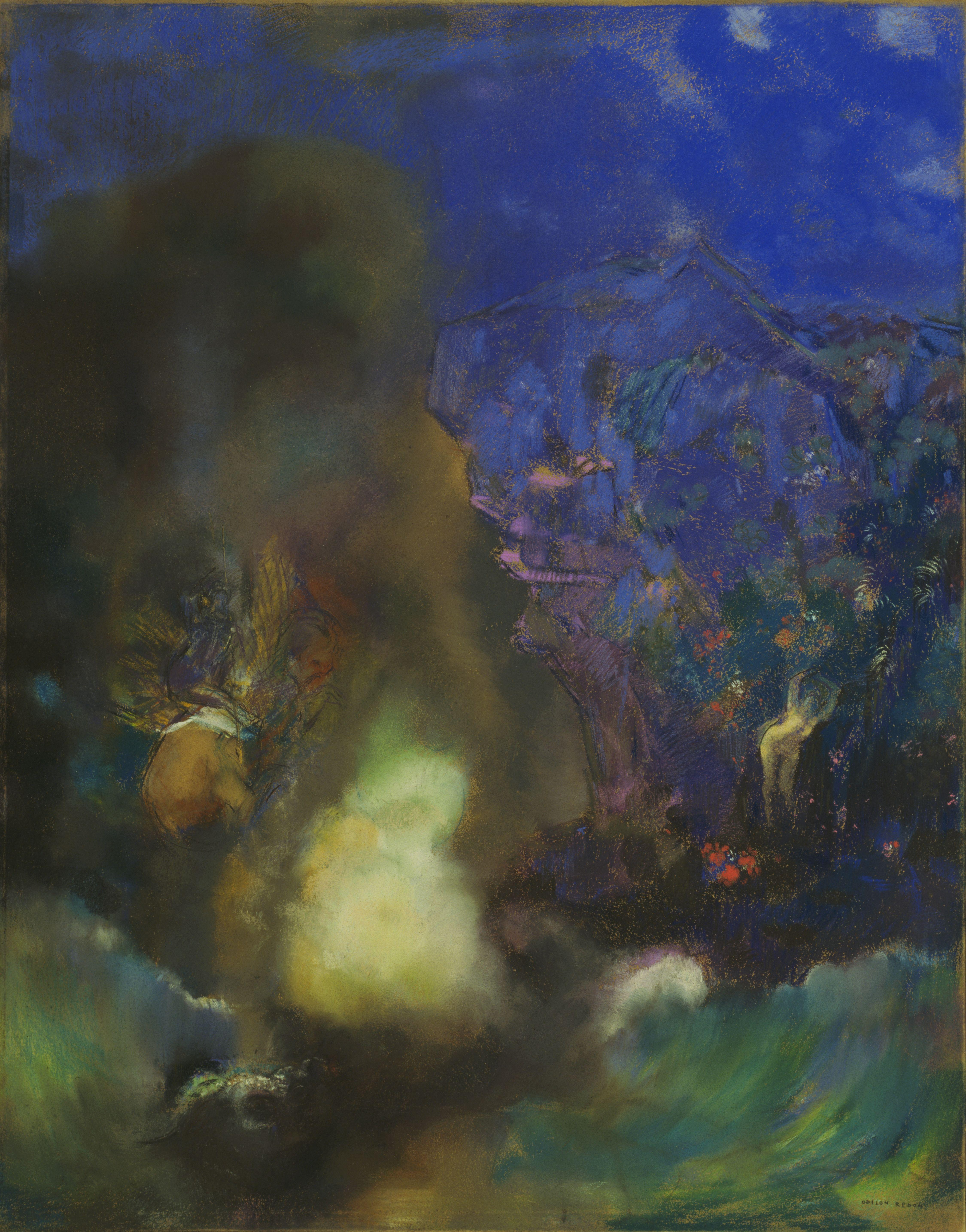
Roger és Angelica Odilon Redon
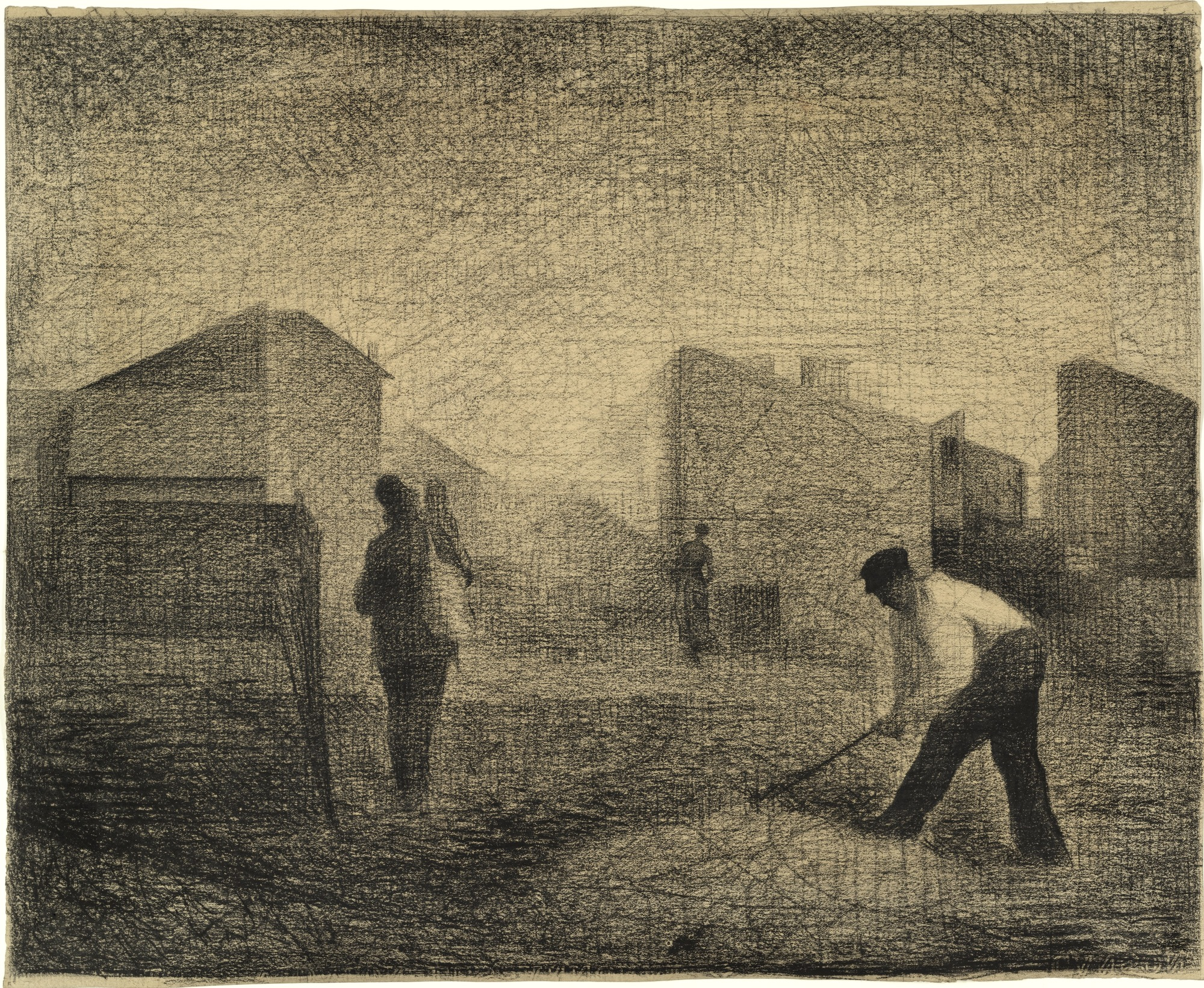
Kőtörők, Le Raincy Georges Seurat

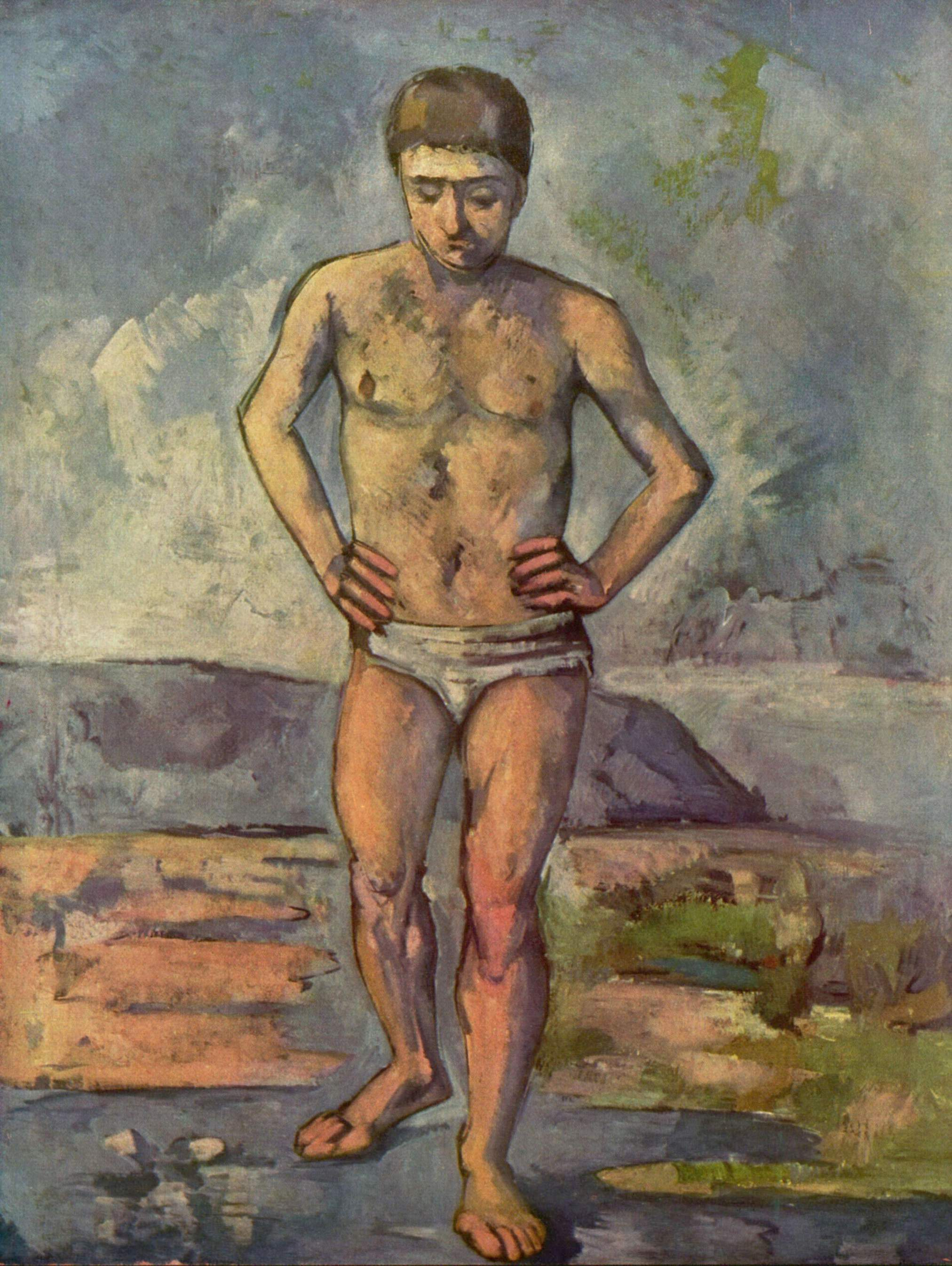
Fürdőzők Paul Cezanne
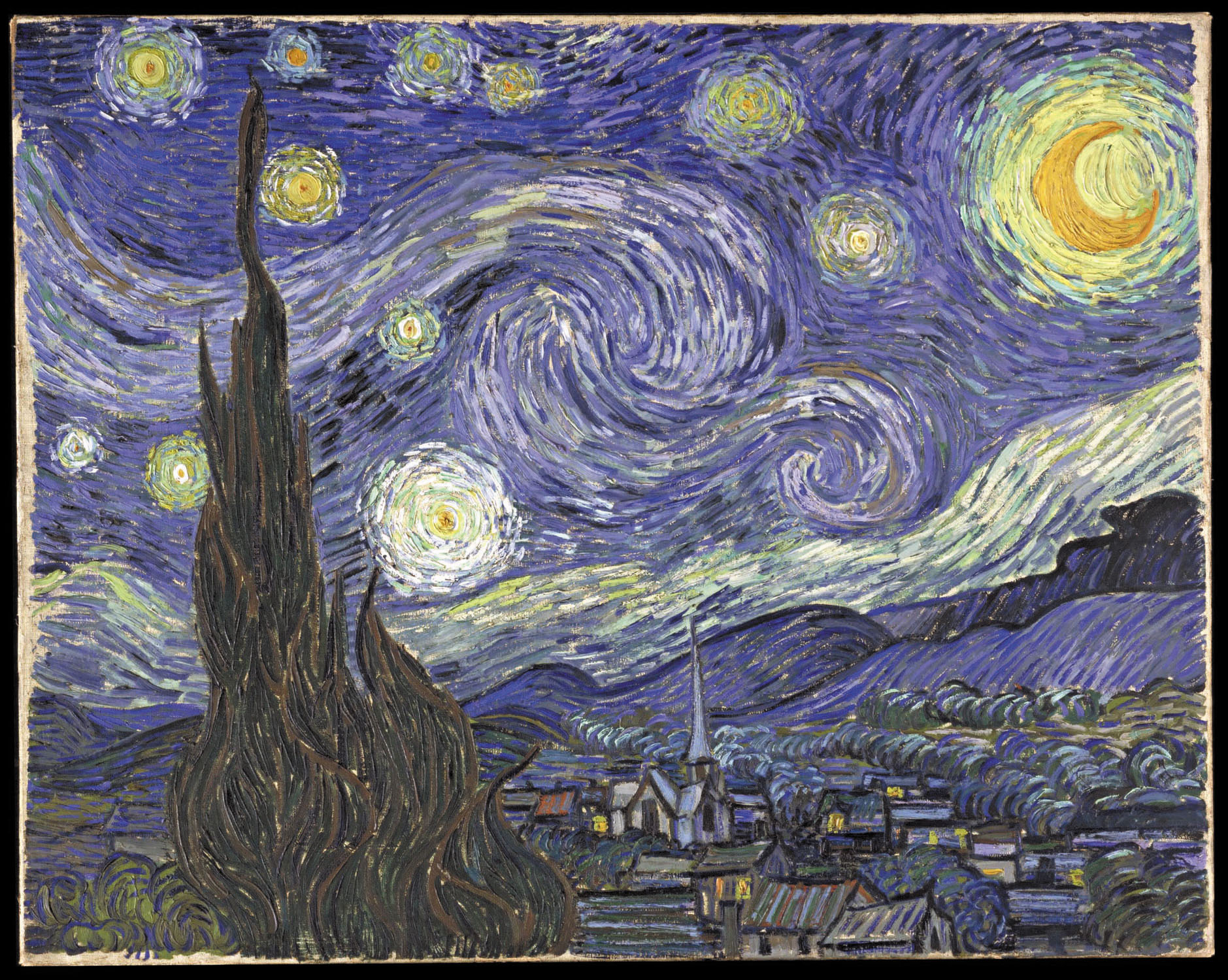
Csillagos éj Vincent van Gogh
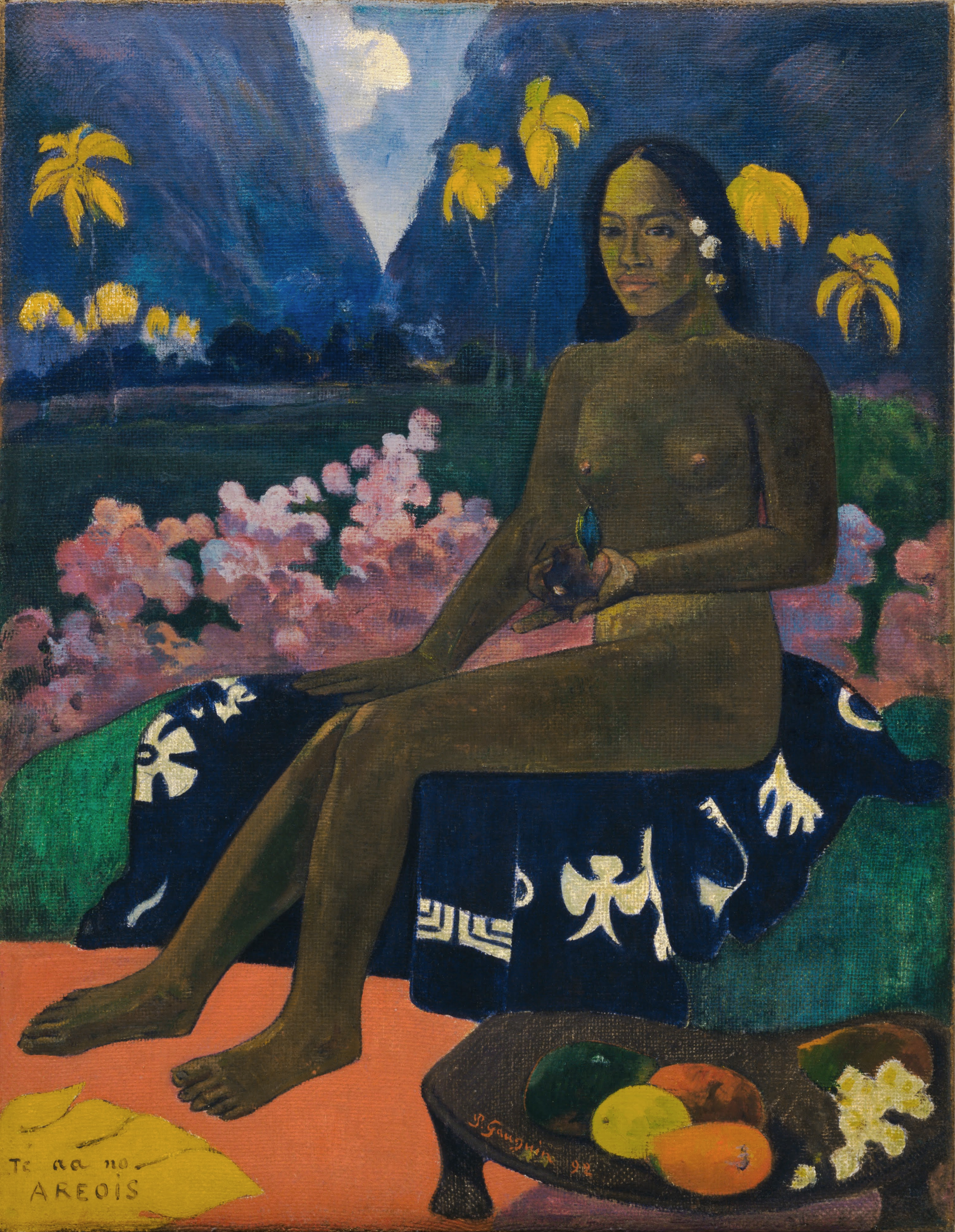
The Seed of the Areoi Paul Gauguin
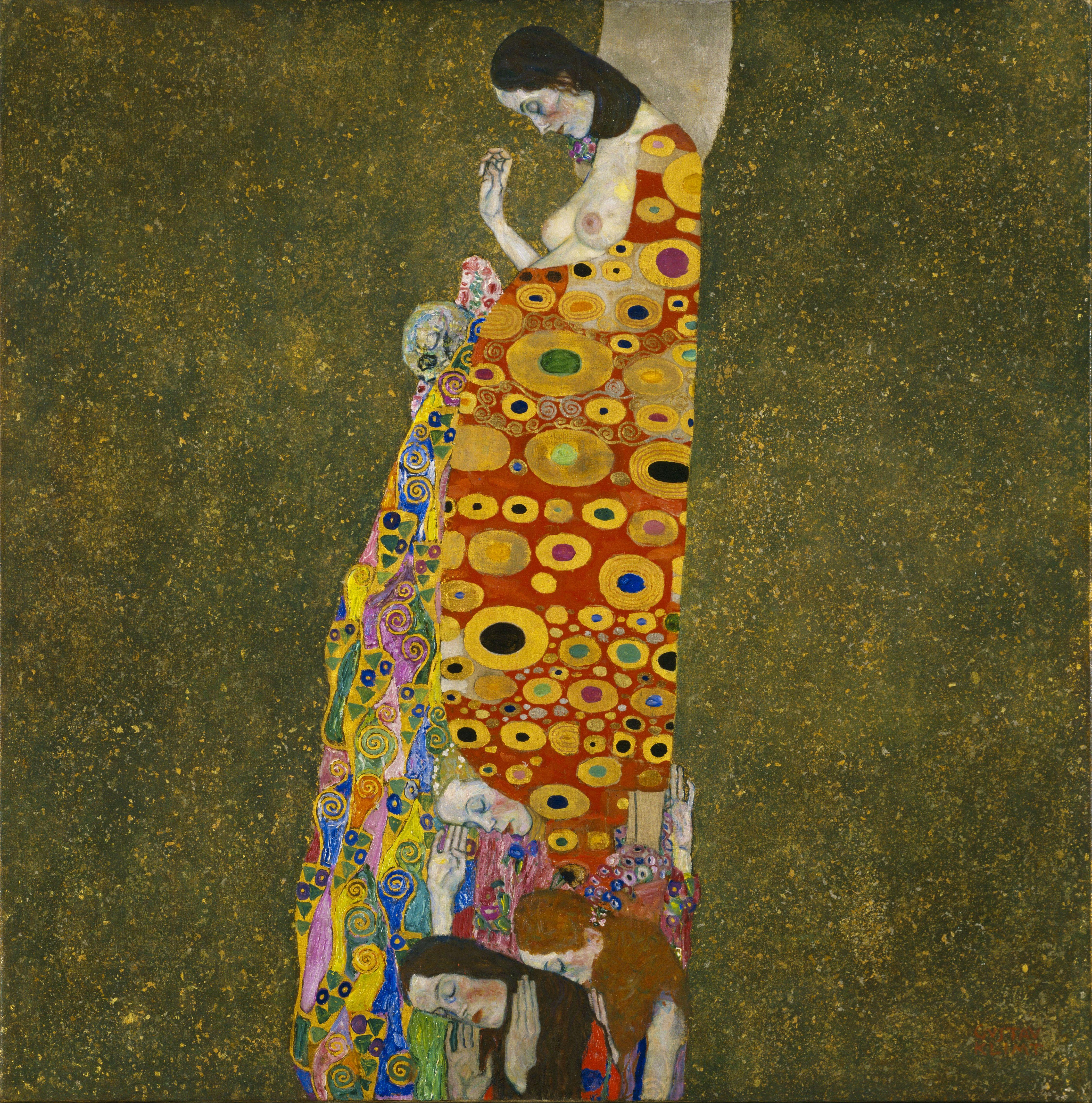
A remény II Gustav Klimt

### Fotóművészet

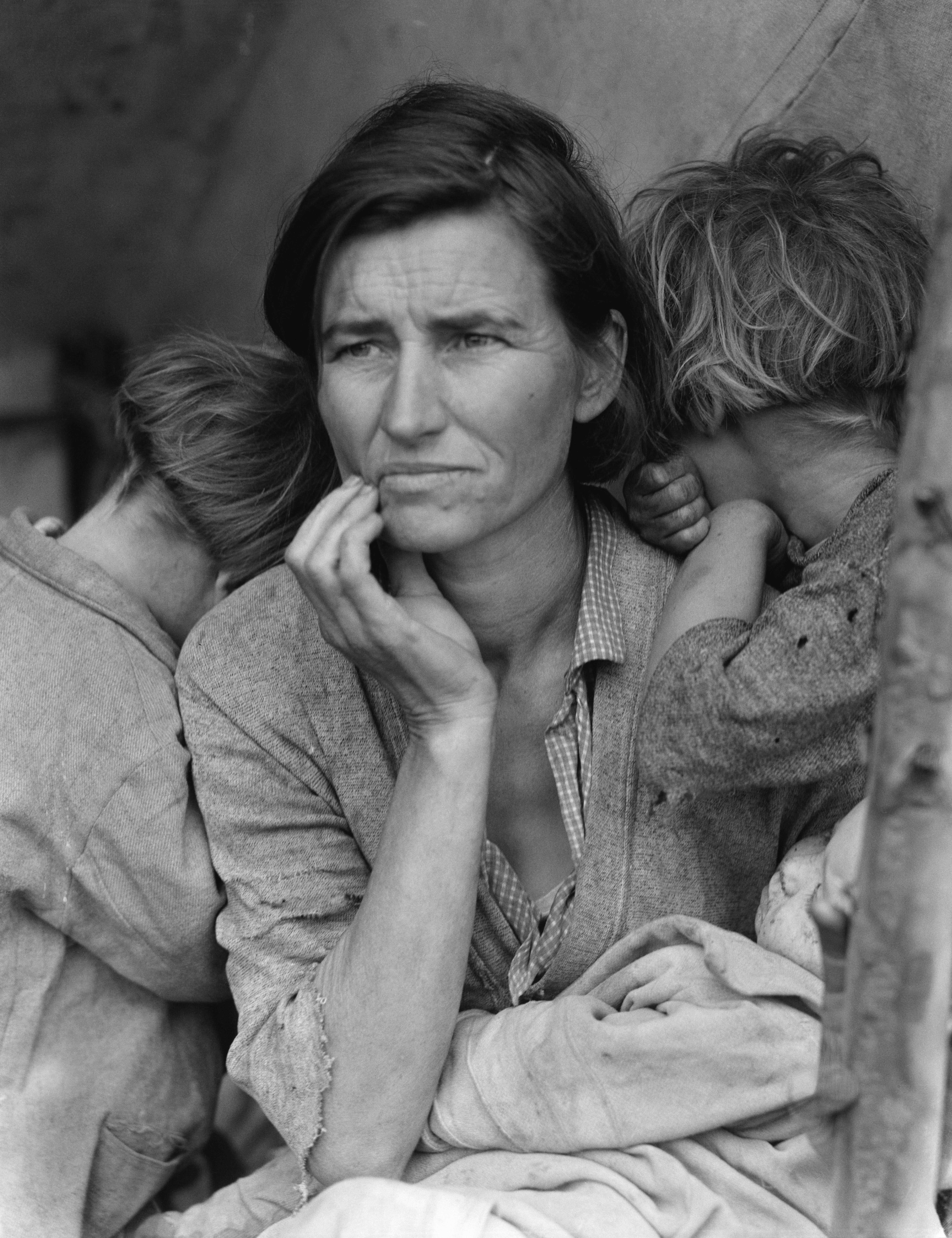
Dorothea Lange: Hajléktalan anya, Nipomo, Kalifornia (1936)

A MoMA fotóművészeti részlegét Beaumont Newhall alapította 1940-ben. A kollekcióhoz többek között Edward Steichen fotói tartoznak, aki maga is a múzeum fotóművészeti részlegének igazgatója volt 1962-ig, valamint John Szarkowski fotói, aki 1962-től szintén a MoMA igazgatója volt. Szarkowski irányítása alatt a múzeum a művészi fotókra fókuszált, őt követően bővült a gyűjtemény dokumentarista fotókkal is.

### Filmművészet
1932-ben a múzeum első alapító igazgatója, Alfred Barr hangsúlyt fektetett a filmművészet bemutatására, mely az egyedüli, csak a 20. századhoz kapcsolható művészeti ág.
A múzeum filmművészeti részlegének első vezetője az amerikai filmproducer, John Hay Whitney volt 1935 és 1951 között. Whitney és a múzeum kurátora, Iris Barry olyan jelentős anyagot gyűjtött, aminek eredményeként 1937-ben a Filmművészeti és Filmtudományi Akadémia a tizedik Oscar-díj odaítélésekor új kategóriát alapított, mellyel a MoMA-t külön elismerésben részesítette.
A filmművészeti részleg 25 000 darabos gyűjteményében a némafilm korszak filmjei, 16 mm-es amatőr filmfelvételek, valamint sikeres mozifilmek vannak, mint a Citizen Kane és a Vertigo, de a gazdag gyűjtemény kevésbé hagyományos filmanyagot is tartalmaz, mint Andy Warhol nyolcórás filmje, az Empire, valamint számos TV reklámot és videót is.

### Építészet és formatervezés
A MoMA építészet és formatervezés részlegét 1932-ben alapították, a világon az első erre a területre szakosodott gyűjteményt. Első igazgatója a neves amerikai építész, Philip Johnson volt, aki egyúttal a múzeum kurátoraként is tevékenykedett 1932-34 és 1946-54 között.
A gyűjtemény 28 000 darabja között makettek, rajzok és fényképek is vannak, a kiállítási anyag egyik kiemelkedő része a német-amerikai építész munkásságát tükröző Mies van der Rohe archívum, és a másik legendás építész, Frank Lloyd Wright anyaga.
Az iparművészetet bemutató gyűjteményben neves formatervezők alkotásai láthatók, köztük a magyar származású Paul László, valamint Eameses, Isamu Noguchi, és George Nelson.
Az ipari és formatervezést tükröző kiállítási tárgyak között autók, helikopter, számítógép-monitorok is vannak.

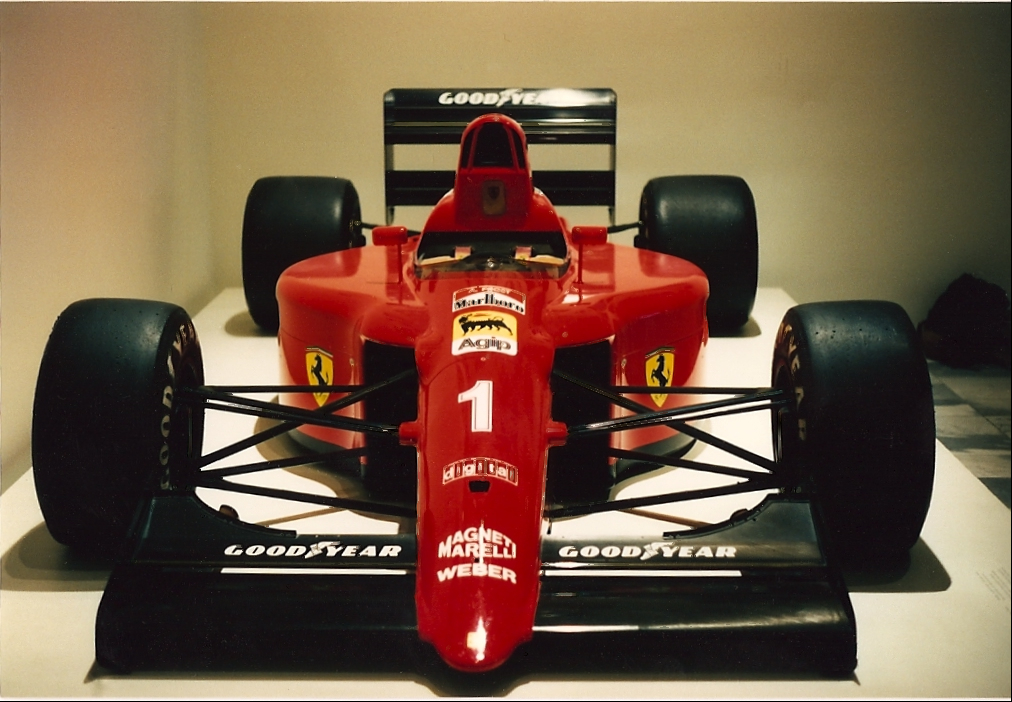
Alain Prost Ferrarija
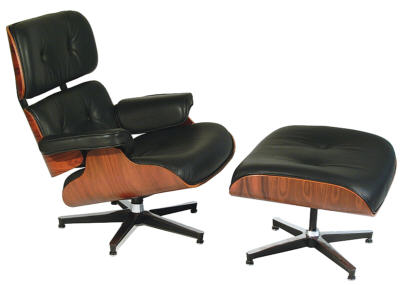
Charles and Ray Eames által tervezett szék, 1956

### Könyvtár
MoMA két könyvtárral rendelkezik, az egyik a fő múzeumi komplexumnak része Manhattanben, a másik Queens-ben található. Mindkét könyvtár elsődlegesen kutatási céllal működik, bejelentkezéssel bármelyik kutató számára hozzáférhető.
A könyvtárak anyaga 1880-tól napjainkig dokumentálja a különböző művészeti ágakat, a képzőművészet, iparművészet, filmművészet, előadó művészet, építészet művészeit és alkotásait. A gyűjtemény 300 000 könyvet tartalmaz, 1000 periodikát, kiállítási katalógust, valamint 40 000 fájlt művészekről és alkotásaikról. A könyvtár katalógusa elektronikusan is elérhető.

## Fordítás
Ez a szócikk részben vagy egészben  a   Museum of Modern Art című angol Wikipédia-szócikk ezen változatának fordításán alapul.  Az eredeti cikk szerkesztőit annak laptörténete sorolja fel. Ez a jelzés csupán a megfogalmazás eredetét és a szerzői jogokat jelzi, nem szolgál a cikkben szereplő információk forrásmegjelöléseként.

## Külső hivatkozások
- A Modern Művészeti Múzeum hivatalos honlapja (angolul)
- New York Times, 2007: Donors Sweetened Director's Pay At MoMA, Prompting Questions Controversy over the compensation package of MoMA's Director, Glenn D. Lowry.
- Taniguchi and the New MOMA
- Museum Conservation Lab Renovation
- MoMA Exhibition History List (1929–Present)